# 中環英雄 (電視劇)
《中環英雄》（英語：Central Sandwichman），香港亞洲電視1990年尾製作的電視劇，以辦公室文化為主題，由甫出道的呂頌賢，夥拍吳綺莉、施綺蓮、楊玉梅、譚文潔、孫明翠數名應屆亞洲小姐擔剛主演，全劇共25集，監製為陳澤成。本劇是改編自1990年香港電台的同名廣播劇《中環英雄》。
本劇曾在2010年7月3月日至8月12日於本港台逢星期二至六深夜時段重播；2015年8月30日至9月13日於亞洲台重播，逢星期日（星期六深夜）02:30/02:35-06:00及星期一（星期日深夜）02:10/02:20-05:50/06:00播出（每次播映四集）9月13日改為01:15-06:00播出（播映五集）。

## 劇情簡介
林偉杰大學畢業後，處於待業階段，偶遇一紫衣女郎馬詩婷，婷以驚人薪酬請杰在企業當辦公室助理，進行一項商業間諜計劃。其間杰因入世未深，受盡公司高級職員愚弄。杰之女友亦不滿被忽略，向杰提出分手。杰頓時在事業、愛情皆失意。後杰重遇大學同學楊嘉惠，由於兩人均感厭倦辦公室政治，遂說服好友陳棟軍和方敏等，進行大報復行動。

## 演員表

### 林家
| 演員   | 角色   | 暱稱/關係 |
| 江 圖  | 林 坚  | 林偉杰、林晶晶之父 |
| 譚少瑛 | 林 母  | 林坚之妻 林偉杰、林晶晶之母                                                                                              |
| 呂頌賢 | 林偉杰 | Victor 林坚之子 林晶晶之兄 黃旭良、陳棟軍之好友 朱燕芳之男友，後分手 曾暗戀馬詩婷 楊嘉惠之大學同學，鬥氣寃家，後成為情侶 |
| 王艷娜 | 林晶晶 | o靚妹 林坚之女 林偉杰之妹 曾暗戀陳棟軍                                                                                   |

### 楊家
| 演員   | 角色   | 暱稱/關係                                      |
| 甘 山  | 楊 父  | 楊嘉惠之父                                     |
| 丁 櫻  | 楊 母  | 楊嘉惠之母                                     |
| 譚文潔 | 楊嘉惠 | Shirley 林偉杰之大學同學，鬥氣寃家，後成為情侶 |

### 陳家
| 演員   | 角色   | 暱稱/關係                                       |
| 敖龍   | 陳 父  | 廣州人 陳棟軍之父                               |
| 陳麗雲 | 陳 母  | 廣州人 陳棟軍之母                               |
| 劉錫賢 | 陳棟軍 | 廣州人 來港發展 林偉杰、黃旭良之好友 方敏之男友 |

### 黃家
| 演員   | 角色   | 暱稱/關係                                             |
| 鄭文霞 | 黃 母  | 黃旭良之母                                            |
| 許志強 | 黃旭良 | Eric 香港體操運動員 林偉杰、陳棟軍之好友 何淑雯之男友 |
| -      | 黃 弟  | 黃旭良之弟                                            |
| -      | 黃 弟  | 富 黃旭良之弟                                         |

## 其他演員
- 吳綺莉　飾　馬詩婷(Noel；方敏之表姐)
- 楊玉梅　飾　何淑雯(Maggie；黃旭良之女友)
- 施綺蓮　飾　方　敏(Mandy；馬詩婷之表妹；陳棟軍之女友)
- 孫明翠　飾　朱燕芳(Flora；林偉杰之前女友)
- 吳聲發　飾　Jerry(M.I.T助教；馬詩婷之男友)
- 邱月清　飾　徐玉茹(Angela；馬總之情婦)
- 梁十一　飾　Anjoe(林偉杰、楊嘉惠大學同學)
- 劉宗基　飾　Mark(林偉杰、楊嘉惠大學同學)
- 司馬華龍 　飾　马润成(馬總；E&M老闆)
- 詹秉熙　飾　Charlie/歐　生(何淑雯之追求者；黃旭良之情敵)
- 吳紫妍　飾
- 潘銑怡　飾　羅麗玲(E&M高層)
- 姜皓文　飾　康子雄(Richard；E&M高層)
- 李凌江　飾
- 徐曼華　飾　May(E&M職员)
- 馮　國　飾　Paul(E&M職员)
- 楊嘉諾　飾　Tim(E&M職员)
- 何樹燊
- 周美玲
- 陳　珩
- 林司聰
- 黃麗英
- 王清河　飾　何　伯(E&M職员)
- 陳劍雲　飾
- 陳　東　飾　董　生(E&M職员)
- 劉　凖　飾　湯　生(E&M職员)
- 何美美　飾　(E&M職员)
- 陳錦雄
- 陳巧儀
- 陳獅雄
- 周兆麟
- 何國裕
- 陳植槐　飾
- 陳子洪　飾
- 嘉　俊　飾　E&M雜勤
- 何樹榮　飾
- 邱展鵬　飾　方教練
- 仲　煒　飾　Ken(E&M高層)
- 佘文炳　飾　王　生
- 鄭　賢　飾　鈴木健二(日本體操選手)
- 范永華　飾　鈴木健一
- 陳文好[註 1]　飾　問路人/友　人
- 羅樹淇[註 2]　飾　謝局長/中樂指揮/何　生
- 陳鳳冰[註 3]　飾　傭　人
- 夏玉麟[註 4]　飾　醫　生
- 羅耀雄[註 5]　飾
- 梁克遜[註 6]　飾
- 衛　青[註 7]　飾　堅　叔(E&M職员)
- 麥鶴頓[註 8]　飾
- 洪志強[註 9]　飾
- 簡瑞超[註 10]　飾
- 賴榮顯[註 11]　飾  停車場管理員

## 外景
- 銅鑼灣廣場
- 諾曼第餐厅
- 百樂酒店
- 山頂纜车
- 鱷魚恤
- CITY ONE KALAOKE
- 圓玄學院
- 黄志豪跌打醫館
- 123快餐
- 海運戲院
- 水車屋
- 長春大厦
- 同珍醬油
- 香港中文大學
- 中環康樂廣場交易廣場，怡和大廈，中環碼頭
- 擺花街敦和里、伊沙里、竹興里
- 香港文化中心，尖沙咀鐘樓，尖沙咀天星碼頭
- 施貝拉餐廳
- 碧濤澗
- 影廬
- 干諾道中行人隧道
- 皇后大道中
- 道觀列聖宫
- 飛鵝山
- 高山劇場
- MUNICH 慕尼黑酒吧
- 德安堂中西藥行
- 海軍大廈（現中國恆大中心）
- 鲁班先師廟
- 梳士巴利道尖沙咀海濱公園
- 沙田運動場（在劇中利用特效遮去“沙田”字樣）
- 九龍塘金巴倫道，雅息士道休憩公園
- 奧斯卡戲院
- 聯邦卓球
- 大帽山郊野公園
- 又一村寶信園、雅麗苑
- 聽濤村（位於小欖樂濤街9號）
- 銀禧街市

## 音樂
- 夏韶聲歌曲《新交叉點》
- 理查·馬克斯歌曲《Right Here Waiting For You》
- 瑪莉亞歌曲《友誼之光》
- 本·E·金歌曲《Stand By Me》
- 張學友鄺美雲歌曲《只有情永在》
- 譚詠麟歌曲《愛在深秋》
- 夏韶聲歌曲《永不放棄》
- 披頭士歌曲《Yesterday》
- 譚詠麟歌曲《幻影》
- 林憶蓮歌曲《前塵》
- 譚詠麟歌曲《半夢半醒》
- 劉美君歌曲《愛是無涯》
- 盧冠廷歌曲《陪著你走》
- 劉德華歌曲《共你傷心過》
- The Righteous Brothers歌曲《Unchained Melody》
- 譚詠麟歌曲《夢仍是一樣》

## 配樂
- 川井憲次《ブリッジ-K2》（廣告過場）
- 川井憲次《のあのひとり言 II (Mマル21 [ハネない] )》
- 川井憲次《静かに确かに春がきた》
- John Du Prez《Wanda Visits Archie at Home》
- 張學友《夕陽醉了（伴奏）》
- 惠妮休斯頓《Greatest Love Of All（instrumental）》
- 渡辺俊幸《お父さん、お母さん》
- 日本ACG《Seed》
- Tangerine Dream《In Julie's Eyes》
- Tangerine Dream《Final Statement》

## 軼事
- 吳綺莉原是本劇主演，可惜拍攝中途突然「失蹤」，有指當時年慬17歲的她，尚未適應電視台工廠式的密集環境，最後戲份被刪減。
- 呂頌賢作客港台節目《守下留情》透露，本劇是他入娛樂圈不久並加入亞視第一部當主演的劇集，日以繼夜的高密度工作根本沒有足夠時間作息，直至拍攝最後一場外景戲當天已筋疲力竭回家休息而後再坐的士趕回亞視門口卻遲到半小時，劇組人員見狀便勸其「no show」改天補拍，才得以回家睡了半天，對於當時並未熟知拍劇的流程的他笑言被「教壞」,又大讚亞視在制度上的通容甚有人情味。

## 外部連結
- 中環英雄-王艷娜小屋（页面存档备份，存于）
- 豆瓣电影上《中環英雄》的資料 （简体中文）